# POP MASTER
《POP MASTER》는 미즈키 나나의 24집 싱글이다. 23번째 싱글 SCARLET KNIGHT과 함께 2011년 4월 13일에 출시되었다.

## 곡 목록
1. Pop Master
2. Unbreakable